# Thierno Aliou Bhoubha Ndian
Thierno Aliou Bhoubha Ndian de son vrai nom Thierno Aliou Bah, né vers 1850 à Donghol en Guinée, décédé le 23 mars 1927 à Labé Guinée, est un écrivain, théologien musulman et un homme politique peul important du Fouta-Djalon.

## Biographie

### Ascendance
Descendant de Ali Kali Bah qui avait adopté le nom Doukouré car il avait été accueilli par le chef sarakollé du village Diafouna en république du Mali qui lui témoignait une forte estime à cause de sa culture islamique.
Plus tard son petit-fils Thierno Malal reprendra le nom Bah lorsqu'il vint séjourner dans le Koin en république de Guinée, près d'une montagne qu'il baptisa Diafouna en l'honneur du village Diafouna, du Mali.
Puis il continua dans le Labé et trouva Karamoko Alpha à timbi; celui-ci lui proposa des cadeaux et des domaines pour sa famille; mais il se contenta d'une petite parcelle pour sa tombe qu'il creusa d'ailleurs lui-même.
Édifié par tant de vertus, Karamoko Alpha le nomma imam ratib, charge dont hérita son fils Thierno Abdourrahmane, celui-ci suivit Karamoko Alpha dans sa nouvelle résidence à Missidé Hindé qu'il légua par la suite à la famille de Modi Younoussa, arrière-grand-père de Thierno Diawo Pellel et y mourut.
Enfin, lorsque Karamoko Alpha se fixa définitivement à Labé, il emmena les deux enfants de Thierno Malal et les sept fils de Thierno Abdourrahmane, il mourut dix ans plus tard, mais l'imamat se transmit dans la famille de Thierno Malal jusqu'à Thierno Aliou Bhoubha Ndian en passant par Thierno Mamadou Banon et Thierno Mamadou.

### Éducation
Thierno Aliou étudia le coran auprès de son père Thierno Mamadou, il fit ses études secondaires et supérieures à l'école de trois grands érudits de l'époque dont son oncle Thierno Abdoulaye Ndouyêdio, Thierno Boubacar Poti Séléyanké de Dimbin et Thierno Abdourrahmane Kaldouyanké de Sombili connu sous le nom de Thierno Doura. 
Il apprit les sciences islamiques dont la théologie, la langue, littérature, grammaire, etc.
Il maîtrisait l'arabe littéraire ce qui lui permit d'écrire de nombreux ouvrages dans cette langue et de servir d'interprète pour les chefs du Labé lorsqu'ils recevaient des hôtes arabes.

### Période à Bhoubha Ndian
Son dernier maître Thierno Doura le choisit pour traduire, devant les érudits du Fouta, une lettre envoyée par les chefs arabes à l'Alamamy, il acquit alors une renommée qui dépassa les frontières du Fouta et de la Guinée.
Alpha Ibrahima le choisit comme conseiller pour les affaires religieuses et son fils Alpha Yaya lui renouvela cette confiance.
Thierno Aliou déménagea, à 30 km de Labé lorsque son oncle Thierno Abdoulaye Talibé lui donna en mariage une de ses filles et lui offrit, en héritage, tous ses biens dispersés dans la contrée composés de cheptel, terres, récoltes, etc. Il reçut depuis, le nom de Thierno Aliou Bhoubha Ndian. Il resta à Bhoubha Ndian pendant 24 ans dispensant des cours, recevant des étudiants venus de tous les coins du Fouta, notamment des enfants de chefs et de notables. Il ne comptait que sur le revenu généré par ses champs et ses transactions commerciales pour subvenir aux besoins de sa famille et de ses élèves et redistribuait les cadeaux qui pouvaient lui être faits.

### Période à Manda
Les fonctions assumées par Thierno Aliou exigeaient de lui une présence de plus en plus suivie à Labé. Il déménagea vers 1898 à Manda, à 75 km de Labé. Il y trouva son oncle Modi Mamadou Samba qui lui donna en mariage une de ses filles, il fut nommé chef de tous les Ourourbhé constitués des Bah et Baldé de Dowsaré Labé, Kolia, Manda Saran, Soumma, Fétoyambi et Woundoudi, il y construisit une mosquée et en fit son lieu de retraite spirituelle.
Pendant la colonisation française, il devint juge principal de Labé, mais se fit remplacer par son fils aîné Thierno Siradiou en 1914.
Après la réforme administrative de 1912, il fut nommé chef du canton de Donghora, charge qu'il accepta sans enthousiasme et sur les conseils de ses amis et sympathisants qui craignaient pour lui la répression qui s'était abattue sur les érudits du Fouta, il régna quatre ans et fut obligé d'abandonner en 1916. Il se consacra alors à ses activités culturelles et religieuses, en témoigne sa prestation à la conférence des érudits africains organisée à Dakar par le gouverneur général de l'AOF.
Thierno Aliou Bhoubha Ndian mourut le 23 mars 1927 à l'âge de 80 ans, il est enterré dans sa concession près de la grande mosquée dont la direction est actuellement assurée par son fils Thierno Abodurrahmane, ses deux petits-fils El Hadj Ibrahima Caba et El Hadj Mamadou Badrou ainsi que El Hadj Aliou Teli Laria petit-fils de son ami Thierno Mahmoudou Laria qui fut aussi imam de la mosquée de Labé.

## Postérité
Thierno Aliou a laissé de nombreux enfants à savoir Thierno Siradiou, Karamoko Bano, Thierno Lamine, Thierno Mamadou, Thierno Abdoulaye, Karamoko Chaikou, Thierno Habib, Thierno Abdourrahmane, Aguibou Oubaidoullahi Dai, Assiatou, Oussoumâni, Mariama Sira, Barratou Djiwo, Fatimatou Souadou, Diaraye, Kadiatou et Aissatou.